# Église Sainte-Urse de Montbard
L'église Saint-Urse de Montbard est une église catholique située à Montbard en Côte-d'Or en Bourgogne-Franche-Comté. Elle est inscrite à l'inventaire des monuments historiques depuis le 29 août 1947.

## Historique
Inscrite dans la première enceinte du château de Montbard, la chapelle Saint-Louis des châtelains de Montbard, qui est à l'origine de l'église, a probablement été édifiée au XIe siècle. Elle est devenue église paroissiale au XVIe siècle après que sa nef ait été prolongée. Elle a subi depuis de nombreux remaniements.
Sur la face latérale sud de l'église, la chapelle seigneuriale où Buffon a été inhumé le 20 avril 1788 fait saillie. Ses ossements, exhumés après la Révolution, y ont été replacés le 4 mai 1973.

## Mobilier
L'église renferme un retable du XVIIIe siècle et plusieurs tableaux dont une Nativité d'André Ménassier (1599) classée Monument Historique. Les fresques qui ornent les murs sont d'Ernest Boguet.